# Maison socialiste du peuple
La maison socialiste du peuple (en serbe cyrillique : Социјалистички народни дом ; en serbe latin : Socijalistički narodni dom) est située à Belgrade, la capitale de la Serbie, dans la municipalité urbaine de Vračar. Construite en 1888, elle est inscrite sur la liste des biens culturels de la Ville de Belgrade.

## Présentation
La maison socialiste du peuple, située 3 rue Makenzijeva, a été achevée en 1888 et a ouvert ses portes en 1889 sous le nom de Hall de la Paix. Elle a été commandée et financée par Francis H. Mackenzie, un philanthrope et un humaniste écossais, et construite sur un terrain connu sous le nom de ferme de Simić qu'il avait acheté en 1880.
Le bâtiment a assuré diverses fonctions dans l'histoire, servant notamment d'école de peinture à Cyril Kutlik. En 1910, le Hall de la Paix a été acheté par le Parti social-démocrate serbe et par le Syndicat principal des travailleurs. Quand l'immeuble devint la Maison socialiste du peuple, il fut un centre pour l'organisation et le développement du concept de social-démocratie et pour le mouvement progressiste des travailleurs, c'est-à-dire un symbole de la lutte prolétarienne. Les fêtes ouvrière du 1er mai y furent organisées, ainsi que des congrès, des meetings, des rassemblements en faveur du suffrage universel et contre les préparatifs de guerre et l'armement. La maison abrita le siège du Parti libéral-démocrate serbe, l'Union des travailleurs de Belgrade, le Parti socialiste des travailleurs (communistes), les comités éditoriaux du journal Radničke novine et des magazines Borba, Socijalistička knjižara, l'imprimerie Tucović et une salle de cinéma.
La maison a été démolie pour être transférée dans un nouveau bâtiment place de Slavija.